# 利瑪竇中學

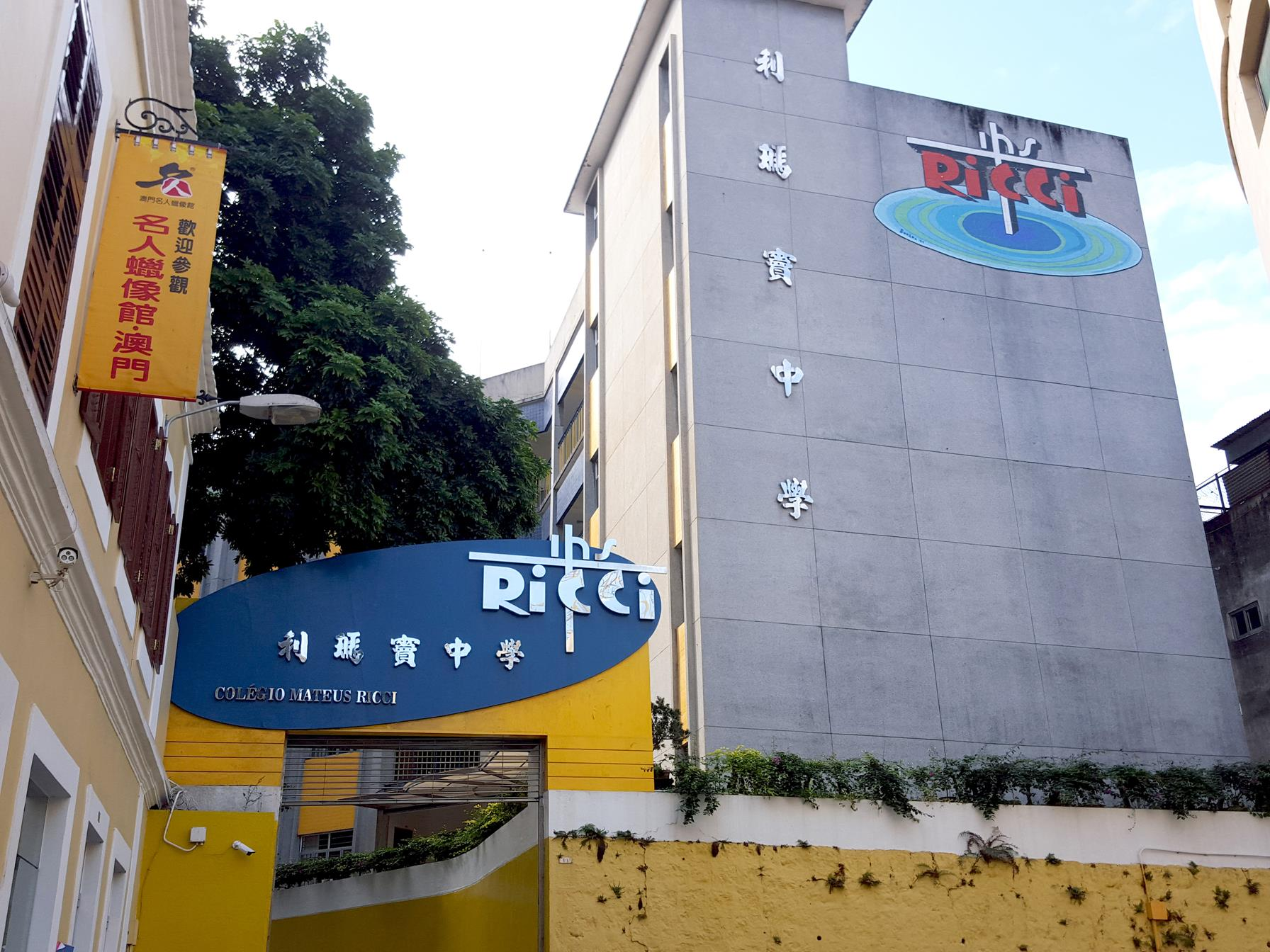
利瑪竇中學

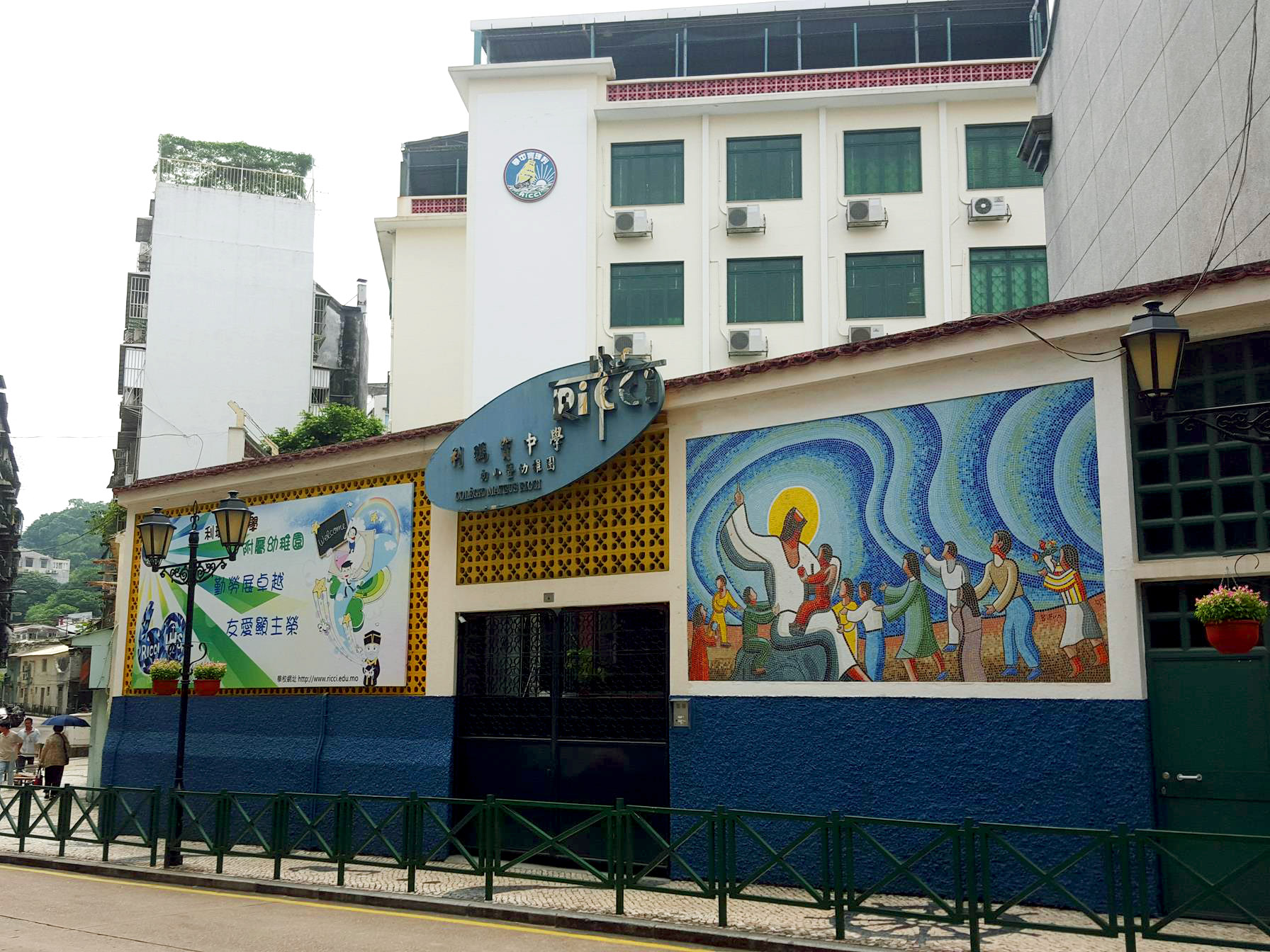
利瑪竇中學分校

利瑪竇中學（Colégio Mateus Ricci）是一所非牟利的私立教會學校、澳門公共學校網絡的成員。1955年創辦，它與海星中學同屬天主教耶穌會管理。

## 學校簡介
學校提供學前敎育、小學敎育預備班、小學及中學六年敎育。共分三校：中學位於學院巷，學前、小學敎育預備班及小學位於西灣街，小學位於燒灰爐街。1955年創辦。由耶穌會持牌。
初期衹設小學，1957年增設初中，1962年增設高中。1957年至1980年設夜間部。夜間部初期設小學，1964年增設初中及後亦增設高中。1956年還開辦夜間英文部。重視在課餘時間開展體育康樂活動、興趣科目等。1996年，共設學前敎育及小學敎育預備班9班，小學20班，中學15班，在校學生1858人，敎師72人。辦學宗旨是在人類社群中協助每個人得到完整的培育，使他們為別人及社會服務，並讓眾生認識天主。同年，約一千多名取潔中學學生分別轉往海星中學及利瑪竇中學就讀。1999年5月2日，取潔中學正式併入利瑪竇中學，當時全部學生仍在取潔舊址上課。
1999年，取潔中學被耶穌會接收並結束辦學，該會將利瑪竇中學遷往取潔的原址繼續辦學。

## 歷任校長
| 學校年度     | 任期   | 校長姓名   | 外文姓名                     |
| ------------ | ------ | ---------- | ---------------------------- |
| 1955－1956年 | 第一任 | 安徽德神父 | German Alonso, S.J.          |
| 1956－1957年 | 代校長 | 明勵志神父 | Luigi Minella, S.J.          |
| 1957－1962年 | 第二任 | 傅雅谷神父 | Jacques de Leffe, S.J.       |
| 1962－1966年 | 第三任 | 矢如直神父 | Edouard Laflèche, S.J.       |
| 1966－1977年 | 第四任 | 剛毅德神父 | Rafael Diez Escanciano, S.J. |
| 1977－1978年 | 第五任 | 周國祥神父 | Henry Chow, S.J.             |
| 1978－1981年 | 第六任 | 連民安神父 | Joseph M.Mallin, S.J.        |
| 1981－1982年 | 第七任 | 谷紀賢神父 | Sean C.Coghlan, S.J.         |
| 1982－1989年 | 第八任 | 譚志清神父 | António Tam, S.J.            |
| 1989－2015年 | 第九任 | 呂碩基神父 | Lu Shuoji, S.J.              |
| 2015年至今   | 第十任 | 張慧玲女士 |                              |

## 傑出校友
- 彭樹成－澳門城市大學代校長，美國加州大學柏克萊分校機械工程學博士，曾任美國路易斯安那州立大學協理副校長暨機械工程系“傑克 - 霍姆斯”傑出教授。
- 葉銘泉－國立清華大學動力機械工程系特聘教授，美國愛荷華大學材料工程系博士，曾任國立清華大學副校長。
- 梁金泉－核數師，曾任澳門核數師會計師公會會長，曾任澳門廣播電視股份有限公司執行委員會主席。
- 郭守榮：澳門明愛駐台北辦公室，台灣大專僑生服務中心暨台北展僑居主任。
- 陳康榮：澳門娛樂品牌微辣Manner藝員之一。
- 黃翰寧：曾任澳門消費者委員會執行委員會主席。
- 黃潔恩：澳門娛樂品牌歡樂馬介休前藝員之一。
- 吳志輝：利瑪竇中學校友會會長(2017-2023)。

## 外部連結
- 官方网站
- 利瑪竇中學的Facebook專頁
- 利瑪竇中學學生會的Facebook專頁

### 耶穌會中華省中學
- 耶穌會
- 新北徐匯中學
- 新竹內思高工
- 香港華仁書院
- 九龍華仁書院
- 取潔中學